# チャンドラー・ウォブル
チャンドラー・ウォブル（Chandler wobble）は地球自転軸の微小な振動で、1891年にアメリカ合衆国の天文学者セス・チャンドラーが発見した。433日ぐらいの周期で0.7秒の角度、距離にして3から15mほどの不規則な変動があり、地軸の運動は約26000年の周期の地球の歳差にこの変動が加わっている。
チャンドラー・ウォブルの量は発見以来変化しており、1910年に最大の変動の量を記録した。気象の季節変化による大気の質量の分布の変動であるとか、地球内部の地球物理学的な変動が原因であるなどと提案されてきた。2000年7月にはアメリカのジェット推進研究所はチャンドラー ウォブルの主な原因は水温や塩分濃度の変化や、風によって引き起こされる海洋循環の変化によって引き起こされる海洋底の圧力の変動が原因であると発表した。
チャンドラー・ウォブルは衛星ナビゲーション・システムにおいて考慮されなければならない要素になっている。地震や、火山活動やエルニーニョ現象や地球温暖化に影響を与えているという説もあるが、それらを裏付けるデータはない。
チャンドラー・ウォブルの量は長期的に変化し、アメリカ海軍のここ数年のデータによれば、2005年の中後半に最小になったが、これは過去にも何度かあった変化であると考えられている。